# Paracosmetopus
Paracosmetopus is een geslacht van insecten uit de familie van de drekvliegen (Scathophagidae), die tot de orde tweevleugeligen (Diptera) behoort.

## Soort
- P. helleni Hackman, 1956